# Peugeot J9
Peugeot J9 — малотоннажный коммерческий фургон, выпускаемый французской компанией Peugeot с 1981 по 1991 год. Модель производилась также в Турции по лицензии компании Karsan до 2010 года.
В 1991 году модель была обновлена, а в 2006 году модель прошла рестайлинг и получила название Karsan J9 Premier.
Всего было выпущено 240 000 экземпляров.